# Gãy phạm khớp

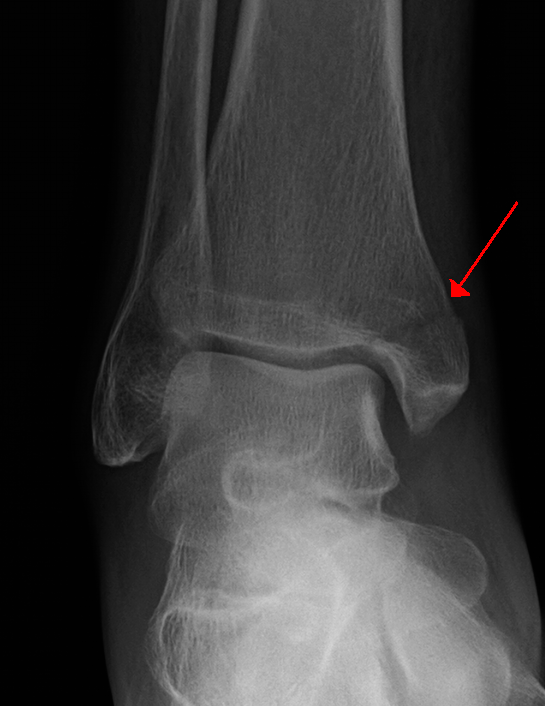
Ví dụ về một ca gãy phạm khớp có đường gãy ở mắt cá trong lan vào khớp cổ chân.

Gãy phạm khớp là gãy xương có đường gãy cắt vào bề mặt của khớp. Gãy kiểu này luôn kèm theo tổn thương sụn khớp. So với các thể gãy không phạm khớp, gãy xương phạm khớp có dễ có nguy cơ dẫn đến các biến chứng lâu dài, chẳng hạn như thoái hóa khớp sau chấn thương. Các vấn đề cần chú ý trong điều trị bao gồm phục hồi được bề mặt đối khớp và giữ được hướng trục và độ vững của khớp.